# Ієн Річардсон
Ієн Річардсон (англ. Ian Richardson; 7 квітня 1934, Единбург, Шотландія — 9 лютого 2007, Лондон)  — шотландський кіно-, телевізійний та театральний актор.

## Біографія
Іан Річардсон народився 7 квітня 1934 у м. Единбург (Шотландія). Навчався у Болгрінській початковій школі, пізніше, перед тим як розпочати навчання у Коледжі драматичних мистецтв (Глазго), відвідував вищу школу у Тайнкастлі (Tynecastle High School). Вперше актор став відомим завдяки ролі Гамлета у Бірмінгемському театрі (Birmingham Repertory Theatre), яку він зіграв у 1960 — перед тим, як приєднатися до Роял Шекспір Компані (Royal Shakespeare Company), у якій активно працював впродовж декількох років, граючи різноманітні ролі. Працюючи в цій компанії, він сам створив роль Жана-Поля Марата та постановку «Марат/Сад» (Marat/Sade), адаптувавши її згодом для кіноверсії 1966 року. Після цього до актора прийшов успіх на сценах Стратфорду, Онтаріо та Нью-Йорку. У 1968 він зіграв Оберона у кінострічці «Нічні мрії посеред літа» (Midsummer Night's Dream) (за Пітером Холлом), пізніше — Дона Джона у телевізійному фільмі компанії ВВС «Багато шуму з нічого» (Much Ado About Nothing) (1978). Більша частина його найкращих робіт була на телебаченні — «Мідник, кравець, солдат, шпигун» (Tinker, Tailor, Soldier, Spy) (1979), «Шість століть у віршах» (Six Centuries of Verse) (1984), «Тупий» (Blunt) (1985) та ін. Також Річардсон зіграв головну роль у телевізійній версії «Собаки Баскервілів» (1983). Актор почав набувати більшого визнання після ролі нав'язливого бюрократа у «Бразилії» Террі Джилліама (1985). Загалом 1980-ті характеризувалися різноманітністю ролей Річардсона у художніх та телевізійних фільмах.
У 1974 Річардсон страждав на короткочасний нервовий зрив, внаслідок чого залишив Роял Шекспір Компані. Два роки потому, у 1976, він виступив на сцені Бродвею, зігравши роль Генрі Хіггінса у виставі «Моя справжня леді» («My Fair Lady»), після чого завоював премію Тоні (Tony Award). У 1981 актор знову виступив на Бродвеї — в постановці Едварда Елбі «Лоліта» (за В. Набоковим).
В останні роки актор все менше грав на сцені. Останні ролі він зіграв у 2006.
Іан Річардсон помер уві сні у віці 72 років у власному будинку в Лондоні 9 лютого 2007.

## Родина
Іан Річардсон був одружений з акторкою Марусею Франк (Maroussia Frank) (з 1961 по 2007), від якої мав двох синів — Джеремі та Майлза.

## Фільми та серіали
- As You Like It (Якщо тобі це подобається) (телевізійний фільм, 1963)
- Festival (Фестиваль) (телесеріал, 1964)
- Marat/Sade (Марат/Сад) (1967)
- The Revenue Men (Митники) (телесеріал, 1967)
- All's Well That Ends Well (Все добре, що добре закінчується) (телесеріал, 1968)
- A Midsummer Night's Dream (Нічні мрії серед літа) (1968)
- Plays of Today (Ігри сьогоднішнього дня) (телесеріал, 1969)
- Canterbury Tales (Кентерберійські історії) (телесеріал, 1969)
- Eyeless in Gaza (Сліпий у Газі) (телесеріал, 1971)
- The Darwin Adventure (Подорож Дарвіна) (1972)
- Man of La Mancha (Чоловік з Ла-Манчі) (1972)
- Gawain and the Green Knight (Гевейн та Зелений Лицар) (1973)
- Much Ado About Nothing (Багато галасу з нічого) (телесеріал, 1978)
- BBC Play of the Month (ВВС П'єса місяця) (телесеріал, 1978)
- Ike (Айк) (мінісеріал, 1979)
- Tinker, Tailor, Soldier, Spy (Мідник, кравець, солдат, шпигун) (мінісеріал, 1979)
- Charlie Muffin (Чарлі Мафін) (телевізійний фільм, 1979)
- Gauguin the Savage (Міра жорстокості) (телевізійний фільм, 1980)
- Churchill and the Generals (Черчілль та генерали) (телевізійний фільм, 1981)
- Private Schulz (Рядовий Шульц) (телесеріал, 1981)
- Play for Today (Гра для сьогоднішнього дня) (телесеріал, 1978–1982)
- BBC2 Playhouse (1982)
- The Woman in White (Жінка в білому) (мінісеріал, 1982)
- Russian Night… 1941 (Російська ніч… 1941) (телевізійний фільм, 1982)
- Number 10 (Номер 10) (телесеріал, 1983)
- The Hound of the Baskervilles (Собака Баскервілів) (телесеріал, 1983)
- The Master of Ballantrae (Володар Балантре) (телевізійний фільм, 1984)
- Brass (Брасс) (телесеріал, 1984)
- Mistral's Daughter (Донька містраля) (мінісеріал, 1984)
- Six Centuries of Verse (Шість століть віршів) (телесеріал, 1984)
- Brazil (Бразилія) (1985)
- The Sign of Four (Знак чотирьох) (телевізійний фільм, 1985)
- Star Quality (Зіркове суспільство) (телевізійний фільм, 1985)
- Mozart — His Life with Music (Моцарт — життя з музикою) (телесеріал, 1985)
- Lord Mountbatten: The Last Viceroy (Лорд Маунтбеттен: Останній намісник короля) (мінісеріал, 1986)
- Screen Two (Екран Два) (телесеріал, 1987)
- Great Performances (Видатні вистави) (телесеріал, 1987)
- The Fourth Protocol (Четвертий протокол) (1987)
- Porterhouse Blue (Блакитний ресторан) (телесеріал, 1987)
- Поклик свободи (1987)
- Whoops Apocalypse (Ой, Апокаліпсис) (1988)
- Troubles (Проблеми) (телевізійний фільм, 1988)
- Burning Secret (Палаючий секрет) (1988)
- Pursuit (Переслідування) (телевізійний фільм, 1989)
- Theatre Night (Театральний вечір) (телесеріал, 1987–1989)
- The Plot to Kill Hitler (Змова проти Гітлера) (телевізійний фільм, 1990)
- The Phantom of the Opera (Фантом Опери) (телевізійний фільм, 1990)
- King of the Wind (Король вітру) (1990)
- The Gravy Train (Вигідне підприємство) (мінісеріал, 1990)
- Rosencrantz & Guildenstern Are Dead (Розенкранц та Гільденстерн мертві) (1990)
- House of Cards (Карткова будівля) (мінісеріал, 1990)
- The Gravy Train Goes East (Вигідне підприємство перебирається на схід) (мінісеріал, 1991)
- An Ungentlemanly Act (телевізійний фільм, 1992)
- Chillers (Ливарники) (телесеріал, 1992)
- Year of the Comet (Рік комети) (1992)
- Foreign Affairs (Закордонні справи) (телевізійний фільм, 1993)
- M. Butterfly (1993)
- Remember (Згадай) (телевізійний фільм, 1993)
- Dirty Weekend (Брудний вікенд) (1993)
- To Play the King (Грати короля) (мінісеріал, 1993)
- Words Upon the Window Pane (Слова на віконному склі) (1994)
- A Change of Place (Зміна місця) (1994)
- Savage Play (Агресивна гра) (1995)
- The Final Cut (Фінальний відрізок) (мінісеріал, 1995)
- The Great War and the Shaping of the 20th Century (Велика війна та початок 20 століття) (телесеріал, 1996)
- The Treasure Seekers (Шукачі скарбу) (телевізійний фільм, 1996)
- Catherine the Great (Катерина Велика) (телевізійний фільм, 1996)
- The Canterville Ghost (Кентервільський привид) (телевізійний фільм, 1997)
- B*A*P*S (1997)
- A Royal Scandal (Королівський скандал) (телевізійний фільм, 1997)
- The Fifth Province (П'ятнадцята провінція) (1997)
- Highlander (Горець) (телесеріал, 1997)
- Incognito (Інкогніто) (1997)
- Dark City (Темне місто) (1998)
- A Knight in Camelot (Лицар у Камелоті) (телевізійний фільм, 1998)
- Alice Through the Looking Glass (Аліса у Задзеркаллі) (телевізійний фільм, 1998)
- The King and I (Король і я) (1999)
- The Magician's House (Будинок чарівника) (короткий телесеріал, 1999)
- 3-D Halloween (Хеллоуїн 3D) (телевізійний фільм, 2000)
- The Magician's House II (Будинок чарівника-2) (короткометражний фільм, 2000)
- Gormenghast (мінісеріал, 2000)
- 102 Dalmatians (102 далматинці) (2000)
- From Hell (З пекла) (2001)
- Murder Rooms: Mysteries of the Real Sherlock Holmes (Кімнати вбивства: таємниці реального Шерлока Холмса) (телесеріал, 2000–2001)
- JLB: The Man Who Saw the Future (Чоловік, що бачив майбутнє) (телевізійний фільм, 2002)
- Strange (Дивний) (телевізійний фільм, 2002)
- Strange (Дивний) (телесеріал, 2003)
- Imperium: Nerone (Імперія: Нерон) (телевізійний фільм, 2004)
- Marple: The Body in the Library (Міс Марпл Агати Крісті: тіло у бібліотеці) (телевізійний фільм, 2004) — Конвей Джефферсон
- Малюк Боббі (The Adventures of Greyfriars Bobby) (2005)
- Joyeux Noël (2005)
- Bleak House (Відкритий будинок) мінісеріал, 2005)
- The Booze Cruise II: The Treasure Hunt (П'яний круїз-2: полювання за скарбом) (телевізійний фільм, 2005)
- The Booze Cruise III (П'яний круїз-3) (телевізійний фільм, 2006)
- Désaccord parfait (2006)
- Hogfather (Жадібний батько) (телевізійний фільм, 2006)
- Джейн Остін (Becoming Jane) (2007)